# Mirachelus
Mirachelus là một chi ốc biển, là động vật thân mềm chân bụng sống ở biển trong họ Chilodontidae.

## Các loài
Các loài trong chi Mirachelus gồm có:
- Mirachelus acanthus Quinn, 1991
- Mirachelus clinocnemus Quinn, 1979[2]
- Mirachelus corbis (Dall, 1889)[3]
- Mirachelus galapagensis McLean, 1970
- Mirachelus urueuauau Absalao, 2009[4]